# Veauville-lès-Quelles
Veauville-lès-Quelles település Franciaországban, Seine-Maritime megyében. Lakosainak száma 125 fő (2022. január 1.). Veauville-lès-Quelles Bosville, Carville-Pot-de-Fer, Oherville, Routes és Saint-Vaast-Dieppedalle községekkel határos.

## Népesség
A település népessége az elmúlt években az alábbi módon változott:
| Lakosok száma | 114  | 123  | 130  | 130  | 130  | 133  | 131  | 128  | 125  |
|               | 2013 | 2015 | 2016 | 2017 | 2018 | 2019 | 2020 | 2021 | 2022 |